# Línea 18 (EMT Madrid)
La línea 18 de la EMT de Madrid une la Plaza Mayor con el intercambiador de Villaverde Cruce.

## Características
La línea comunica el centro de Madrid con parte del distrito de Arganzuela, la Avenida de Córdoba y el Hospital 12 de Octubre, parte de la Avenida de Andalucía y la Ciudad de los Ángeles.
La primitiva línea 18 de la EMT nada tenía que ver en recorrido con la actual, pues realizaba el trayecto Plaza de Roma - Presidente García Moreno. Esta línea desapareció en octubre de 1970 al crearse la línea circular, y el número 18 se asignó algún tiempo después a una línea que la EMT municipalizó de entre las líneas periféricas operadas entonces por empresas privadas, concretamente la línea P-15 que tenía el itinerario Palos de la Frontera - Ciudad de los Ángeles.
Esta nueva línea 18 que empezó a prestar servicio el 7 de abril de 1974, al sustituir la línea periférica P-15 Palos de la Frontera - Ciudad Los Ángeles. Circulaba entonces entre Atocha y la Ciudad de los Ángeles, manteniendo ese recorrido hasta 1992, momento en que, tras desaparecer la línea 117 entre Pirámides y Puente de Vallecas, se modificó el recorrido de esta línea dentro del distrito de Arganzuela adoptando parte del recorrido de esta línea (entre la Plaza de Legazpi y la Glorieta de las Pirámides) y se desplazó la cabecera a los alrededores de la Plaza Mayor.
A partir de abril de 2007, con la creación del intercambiador multimodal del Cruce de Villaverde (intersección de la Avenida de Andalucía y la Carretera de Villaverde a Vallecas), la cabecera de esta línea, hasta entonces situada en la calle Anoeta, al sur de la Ciudad de los Ángeles, fue desplazada hasta el mismo junto con la de la línea 116 y varias líneas interurbanas.
Es la única línea que da servicio al Paseo de Yeserías.

### Frecuencias
| Lunes a viernes laborables |               |
| De 6:00 a 19:00            | 9-14 minutos  |
| De 19:00 a 23:00           | 13-23 minutos |
| Sábados laborables         |               |
| De 6:00 a 10:00            | 17-26 minutos |
| De 10:00 a 22:00           | 16-22 minutos |
| De 22:00 a 23:00           | 20-26 minutos |
| Domingos y festivos        |               |
| De 7:00 a 10:00            | 16-30 minutos |
| De 10:00 a 21:00           | 16-23 minutos |
| De 21:00 a 23:00           | 22-28 minutos |

## Recorrido y paradas

### Sentido Villaverde Cruce
La línea inicia su recorrido en la calle Duque de Rivas, cerca de la Plaza Mayor. Desde esta calle gira a la izquierda por la calle Concepción Jerónima y de nuevo a la izquierda para incorporarse a la calle Toledo, que recorre en su totalidad pasando por la Puerta de Toledo.
Al final de esta calle, en la glorieta de las Pirámides, toma la salida del Paseo de Yeserías, que recorre en su totalidad, así como recorre su continuación, el Paseo de la Chopera, hasta que llega a la plaza de Legazpi, donde gira a la derecha para franquear el río Manzanares por el puente de Andalucía hasta la glorieta de Cádiz.
En esta glorieta, la línea toma la salida de la avenida de Córdoba, que recorre en su totalidad hasta pasar junto al Hospital 12 de Octubre, en la glorieta de Málaga, donde se incorpora a la avenida de Andalucía.
A continuación, la línea circula por la avenida de Andalucía hasta franquear la M-40, momento en que se desvía a la derecha para entrar en la Ciudad de los Ángeles por la avenida de La Verbena de la Paloma.
Dentro del barrio, circula por esta avenida y después por las calles de Bohemios y La del Manojo de Rosas, hasta que, al final de la misma, gira a la izquierda por la calle Anoeta, abandonando el barrio para, al final de la calle Anoeta, llegar al Cruce de Villaverde, donde tiene su cabecera.
| Código | Parada                                      | Común con                                                             | Conexiones con Metro y Cercanías | Otros |
| ------ | ------------------------------------------- | --------------------------------------------------------------------- | -------------------------------- | ----- |
| 912    | PLAZA MAYOR (C/ Duque de Rivas, 3)          | 23                                                                    |                                  |       |
| 545    | La Latina                                   | 17 23 35 002 M3                                                       | La Latina                        |       |
| 547    | Toledo-Humilladero                          | 17 23 35 60 002                                                       |                                  |       |
| 2589   | Toledo-La Paloma                            | 17 23 35 60 002                                                       | Puerta de Toledo                 |       |
| 594    | Puerta de Toledo                            | 23 35                                                                 |                                  |       |
| 914    | Toledo-Pasillo Verde                        | 23 35                                                                 |                                  |       |
| 5507   | Pirámides                                   |                                                                       |                                  |       |
| 1117   | Pirámides-Yeserías                          |                                                                       | Pirámides                        |       |
| 4518   | Yeserías                                    |                                                                       |                                  |       |
| 1118   | Parque de la Arganzuela                     |                                                                       |                                  |       |
| 4484   | Puente de Praga                             |                                                                       |                                  |       |
| 1120   | La Chopera-Puente de Praga                  | 62                                                                    |                                  |       |
| 1122   | Casa del Reloj                              | 6 78 148                                                              |                                  |       |
| 1124   | Legazpi-Matadero                            | 6 78 148                                                              | Legazpi                          |       |
| 5718   | Glorieta de Cádiz                           | 22 59 76 79 85 86 411 421 422 424 426 447 448                         |                                  |       |
| 5719   | Almendrales                                 | 22 59 76 79 85 86                                                     | Almendrales                      |       |
| 5720   | Avenida de Córdoba                          | 22 59 76 79 85 86                                                     |                                  |       |
| 1132   | Hospital 12 de Octubre                      | 22 59 76 79 85 86 411 421 422 423 424 426 429 447 448 VAC-158 VAC-231 | Hospital 12 de Octubre           |       |
| 5378   | Glorieta de Málaga                          | 22 59 76 79 81 85 86                                                  |                                  |       |
| 1135   | San Fermín-Orcasur                          | 22 59 79 85 86 411 421 422 424 447 448                                | San Fermín-Orcasur               |       |
| 1137   | Avenida de los Rosales-Avenida de Andalucía | 22 59 79 85 86                                                        |                                  |       |
| 1139   | Verbena de la Paloma-La Chulapona           | 86                                                                    |                                  |       |
| 1141   | Verbena de la Paloma-Soto del Parral        | 86                                                                    |                                  |       |
| 1143   | Bohemios-La del Manojo de Rosas             | 86                                                                    |                                  |       |
| 1144   | La del Manojo de Rosas-Doña Francisquita    | 86 116                                                                |                                  |       |
| 1145   | La del Manojo de Rosas-Anoeta               | 86 116                                                                |                                  |       |
| 1189   | Virgen de los Desamparados-Totanes          | 86 116                                                                |                                  |       |
| 1787   | Alcocer-Virgen Desamparados                 | 22 116 130 432 448                                                    |                                  |       |
| 1789   | Alcocer-Escoriaza                           | 22 116 130 432 448                                                    |                                  |       |
| 3880   | VILLAVERDE CRUCE (Intercambiador)           | 23 116                                                                | Villaverde Bajo Cruce            |       |

### Sentido Plaza Mayor
La línea inicia su recorrido en el intercambiador multimodal del Cruce de Villaverde, desde el cual sale por la calle Alcocer, de la que recorre 500 m para girar a la derecha por la calle de la Virgen de los Desamparados, que recorre en su totalidad, girando al final a la derecha por la calle de Anoeta hasta la intersección con la  calle de La Alegría de la Huerta, a la que se incorpora girando a la izquierda, adentrándose en la Ciudad de los Ángeles.
Al final de esta calle, se incorpora a la Avenida de la Verbena de la Paloma.
A partir de aquí, el recorrido es igual a la ida pero en sentido contrario (Avenida de La Verbena de la Paloma, Avenida de Andalucía, Avenida de Córdoba, Puente de Andalucía, Paseo de la Chopera, Paseo de Yeserías y calle Toledo). Llegando al centro de Madrid, en la intersección de la calle Toledo con la calle de la Colegiata, gira a la derecha para entrar por esta última, girando a la izquierda en la siguiente intersección por la calle Duque de Rivas hasta su cabecera.
| Código | Parada                                   | Común con                                                             | Conexiones con Metro y Cercanías | Otros |
| ------ | ---------------------------------------- | --------------------------------------------------------------------- | -------------------------------- | ----- |
| 3880   | VILLAVERDE CRUCE (Intercambiador)        | 23 116                                                                | Villaverde Bajo Cruce            |       |
| 1790   | Alcocer-Villaverde Cruce                 | 22 116 130 432 448                                                    |                                  |       |
| 1788   | Alcocer-Virgen Desamparados              | 22 116 130 432 448                                                    |                                  |       |
| 1190   | Virgen de los Desamparados-Totanes       | 86 116                                                                |                                  |       |
| 1146   | Anoeta-Arechavaleta                      | 86 116                                                                |                                  |       |
| 1147   | Alegría de la Huerta-Anoeta              | 86 116                                                                |                                  |       |
| 1148   | Alegría de la Huerta-Bohemios            | 86 116                                                                |                                  |       |
| 1142   | Verbena de la Paloma-Soto del Parral     | 86                                                                    |                                  |       |
| 1140   | Verbena de la Paloma-La Chulapona        | 86                                                                    |                                  |       |
| 4728   | Avenida de Andalucía-Centro Comercial    | 86                                                                    |                                  |       |
| 1138   | Avenida de Andalucía-Avenida Los Rosales | 22 59 79 85 86                                                        |                                  |       |
| 1136   | San Fermín-Orcasur                       | 22 59 79 85 86 411 421 422 424 447 448                                | San Fermín-Orcasur               |       |
| 1134   | Avenida de Andalucía-San Fermín          | 22 59 76 79 85 86 411                                                 |                                  |       |
| 5379   | Glorieta de Málaga                       | 22 59 76 79 85 86                                                     |                                  |       |
| 5380   | Hospital 12 de Octubre                   | 22 59 76 79 85 86 411 421 422 423 424 426 429 447 448 VAC-158 VAC-231 | Hospital 12 de Octubre           |       |
| 5702   | Avenida de Córdoba                       | 22 59 76 79 85 86                                                     |                                  |       |
| 5703   | Almendrales                              | 22 59 76 79 85 86                                                     | Almendrales                      |       |
| 5704   | Glorieta de Cádiz                        | 22 59 76 79 85 86 411 421 422 424 426 447 448                         |                                  |       |
| 1125   | Legazpi-Matadero                         | 6 78 148                                                              | Legazpi                          |       |
| 1123   | Casa del Reloj                           | 6 78 148                                                              |                                  |       |
| 1121   | La Chopera-Puente Praga                  | 62                                                                    |                                  |       |
| 4485   | Puente Praga                             |                                                                       |                                  |       |
| 1119   | Parque de la Arganzuela                  |                                                                       |                                  |       |
| 4519   | Yeserías                                 |                                                                       |                                  |       |
| 947    | Pirámides-Yeserías                       |                                                                       | Pirámides                        |       |
| 917    | Pirámides                                | 23 35                                                                 |                                  |       |
| 4481   | Toledo-Pasillo Verde                     | 23 35                                                                 |                                  |       |
| 915    | Toledo-Santa Casilda                     | 23 35                                                                 |                                  |       |
| 593    | Puerta de Toledo                         | 17 23 35 41                                                           |                                  |       |
| 4780   | Toledo-La Paloma                         | 17 23 35                                                              | Puerta de Toledo                 |       |
| 548    | Toledo-Humilladero                       | 17 23 35 002                                                          |                                  |       |
| 546    | La Latina                                | 17 23 35 002                                                          | La Latina                        |       |
| 912    | PLAZA MAYOR (C/ Duque de Rivas, 3)       | 23                                                                    |                                  |       |

## Galería de imágenes

Mapa zonal de la estación de Almendrales con las líneas de autobuses que pasan por ella, entre las que se encuentra la línea 18.